# 季向东
季向东（1962年—），男，中国物理学家，现任上海交通大学物理与天文学院、自然科学研究院讲席教授，马里兰大学物理系教授。研究领域为核物理和基本粒子物理。